# Alberto Vassallo di Torregrossa
Alberto Vassallo di Torregrossa (San Cataldo, 28 dicembre 1865 – San Cataldo, 7 settembre 1959) è stato un arcivescovo cattolico italiano.

## Biografia
Figlio di Rosario Vassallo (1816=1896)  e di Rosa Torregrossa (1828=1880), dei baroni Torregrossa, frequentò il seminario arcivescovile di Catania e poi il collegio San Michele di Acireale. Per iniziare gli studi sacri, superata la licenza liceale, entrò come alunno nel Pontificio Seminario Romano Maggiore, dove si laureò in sacra teologia e in diritto canonico e civile. Ottenne anche il diploma di alta letteratura leoniano.
Il 22 settembre del 1888 venne ordinato sacerdote nella chiesa di San Sebastiano di Caltanissetta da Giuseppe Francica-Nava de Bondifè, vescovo titolare di Alabanda e ausiliare di Caltanissetta. Celebrò la sua prima messa da novello vescovo nella Chiesa Madre di San Cataldo, sua parrocchia e città natale.
Nel 1889 venne ammesso all'Accademia dei Nobili Ecclesiastici, dove seguì il corso di diplomazia ecclesiastica.
Nel 1891 fu nominato canonico della chiesa madre di San Cataldo. Fondò la compagnia delle orsoline di sant'Angela Merici di San Cataldo.
Lo zio vescovo, mons. Giovanni Battista Guttadauro di Reburdone, lo definì "la gemma della sua diocesi".
Nel 1892 entrò come apprendista nella segreteria di stato vaticana. Nel 1898 papa Leone XIII lo nominò suo cameriere segreto e, su segnalazione del cardinale Mariano Rampolla, lo inviò quale segretario della nunziatura apostolica di Monaco di Baviera. Nel 1902 venne inviato come uditore alla nunziatura apostolica di Bruxelles e, per desiderio del nunzio, monsignor Macchi, passò nuovamente a Monaco, dove fu insignito della commenda del Santo Sepolcro.
Il 25 novembre 1913 papa Pio X lo nominò arcivescovo titolare di Emesa e lo inviò come delegato apostolico a Bogotà. Il 10 gennaio del 1914 il papa lo ricevette in udienza particolare ed il 18 gennaio ricevette la consacrazione episcopale dal segretario di stato Raffaele Merry del Val presso il collegio Pio-latino-americano. Il 25 gennaio fu ricevuto nuovamente dal papa in udienza particolare di commiato.
Papa Benedetto XV lo inviò nel 1916 come diplomatico internazionale a Buenos Aires e nell'agosto del 1925 lo nominò nunzio apostolico di Monaco di Baviera.
Ebbe occasione di incontrarsi diverse volte con Hitler. In seguito alla perdita di autonomia dei lander tedeschi dal 30 gennaio del 1934, la nunziatura apostolica di Monaco di Baviera venne soppressa il 23 ottobre del 1936.
Tornato in Italia, si ritirò nella natia San Cataldo, dove per un periodo collaborò nella pastorale della Chiesa Madre, amministrando in sacramento della Cresima o ascoltando le confessioni. Morì a 93 anni, il 7 settembre del 1959.
Il 27 aprile 2009 la salma di mons. Vassallo è stata riesumata, dalla cappella del clero del Cimitero di San Cataldo, e sistemata in una cassa nuova, alla presenza del vescovo di Caltanissetta mons. Mario Russotto. Il 7 settembre, a 50 anni dalla morte, la salma è stata tumulata nella chiesa madre di San Cataldo, accanto alla tomba dell'arcivescovo Cataldo Naro.

## Genealogia episcopale e successione apostolica
La genealogia episcopale è:
- Cardinale Scipione Rebiba
- Cardinale Giulio Antonio Santori
- Cardinale Girolamo Bernerio, O.P.
- Arcivescovo Galeazzo Sanvitale
- Cardinale Ludovico Ludovisi
- Cardinale Luigi Caetani
- Cardinale Ulderico Carpegna
- Cardinale Paluzzo Paluzzi Altieri degli Albertoni
- Papa Benedetto XIII
- Papa Benedetto XIV
- Papa Clemente XIII
- Cardinale Bernardino Giraud
- Cardinale Alessandro Mattei
- Cardinale Pietro Francesco Galleffi
- Cardinale Giacomo Filippo Fransoni
- Cardinale Carlo Sacconi
- Cardinale Edward Henry Howard
- Cardinale Mariano Rampolla del Tindaro
- Cardinale Rafael Merry del Val
- Arcivescovo Alberto Vassallo di Torregrossa

La successione apostolica è:
- Arcivescovo Juan Francisco Aragone (1919)
- Vescovo Tomás Gregorio Camacho (1919)
- Vescovo José Marcos Semeria (1919)
- Vescovo Miguel d'Andrea (1920)
- Vescovo Luigi Cammarata (1947)

## Galleria d'immagini

Funerale del nunzio Alberto Vassallo, nella Chiesa Madre di San Cataldo.
Tomba mons. Alberto Vassallo nella chiesa madre di San Cataldo

## Opere
Pubblicò il "Piccolo studio del clero belga".